# Tomás Tueros
Tomás Tueros Trueba (Musques, 1932-Baracaldo, 29 de marzo de 2016) fue un metalúrgico, sindicalista y activista español.

## Biografía
Nacido en 1932 en Musques, en la provincia de Vizcaya, fue inscrito inicialmente en el registro civil por sus padres como Progreso Tueros. Su pueblo fue un lugar de gran conflictividad por las luchas obreras durante la II República Española, motivo por el cual su padre, militante del Partido Comunista y la UGT, fue encarcelado en múltiples ocasiones en la cárcel de Larrinaga así como en el buque prisión Altunamendi. Tras la Guerra Civil, llegada la posguerra franquista, su padre permanecería otra temporada en prisión.
En 1945 toda la familia se traslada a Sestao, donde entra a trabajar en la La Naval de Sestao a los 14 años, y vive su primera huelga a los siete días de empezar a trabajar allí, el 1 de mayo de 1947. A los pocos años entra a formar parte del PCE en su delegación vasca, el Partido Comunista de Euskadi, pasando a ser uno de sus dirigentes. Al estar fichado por las autoridades a causa de su militancia es condenado a cinco años de prisión, desterrado en Cuéllar, Segovia, y es periódicamente detenido:

Desde 1963 a 1975, todos los primeros de mayo los he pasado en la cárcel. Venían a buscarme a casa unos días antes y me soltaban luego.

Más tarde, en 1976, es uno de los fundadores del sindicato Comisiones Obreras, siendo el Secretario General de Comisiones Obreras de Euskadi desde 1978 hasta 1987.
Forma parte del Comité Central del Partido Comunista de Euskadi y se integra en las listas electorales por Vizcaya en las elecciones generales de 1977, 1979 y 1982; así como en las elecciones autonómicas vascas de 1984. En el PC de Euskadi encabeza junto a Ramón Ormazábal, Ignacio Latierro, David Morín o Francisco Martínez, secretario de CCOO del Metal, la corriente obrerista y partidaria de mantener la unidad estatal del partido y alejada del nacionalismo vasco, en contra de las tesis defendidas por el entonces Secretario General del PCE-EPK, Roberto Lertxundi. En 1985 Tueros abandona el PCE junto a Santiago Carrillo, pasando a militar en el Partido de los Trabajadores de España - Unidad Comunista de cuyas candidaturas por Vizcaya al Congreso de los Diputados forma parte en las elecciones de 1986 y 1989. Más tarde se integraría en el PSE-EE/PSOE, siendo parlamentario vasco entre 1993 y 1994 y apoderado en las Juntas Generales de Vizcaya de 1995 a 1999.
De nuevo abandona este partido por su desacuerdo con su línea política, pasando a Unión Progreso y Democracia (UPyD), siendo su candidato al Senado por Vizcaya en las elecciones generales de 2008 y en las de 2011, sin salir elegido. Asimismo, de modo simbólico, cierra la lista de UPyD por Vizcaya a las elecciones al Parlamento Vasco de 2009 y del 2012; así como a las Juntas Generales de Vizcaya de 2011.
Fallece a los 83 años de edad.